# Monumento naturale Domo Andesitico di Acquafredda
Il monumento naturale Domo Andesitico di Acquafredda è un'area naturale protetta della regione Sardegna istituita nel 1993.
Occupa una superficie di 20,88 ha nella provincia del Sud Sardegna.